# Grutbend
Das Naturschutzgebiet Grutbend liegt auf dem Gebiet der Städte Nettetal und Viersen im Kreis Viersen in Nordrhein-Westfalen.
Das etwa 24,60 ha große Gebiet, das im Jahr 1984 unter Naturschutz gestellt wurde, erstreckt sich nordwestlich der Kernstadt Viersen entlang der Nette. Am nördlichen Rand des Gebietes verläuft die Landesstraße L 29 und am südlichen Rand die L 387. Nördlich verläuft die A 61 und östlich die L 29.
Die Unterschutzstellung erfolgt zur Erhaltung eines ausgewogenen Naturhaushaltes, der Sicherung von Vielfalt und Schönheit der Landschaft, der Verlandungszonen eutropher Gewässer, der Bruchwälder sowie der Bewahrung von Lebensstätten für geschützte Wasserpflanzen, Pflanzen der Röhrichte, des Bruchwaldes und den Lebensstätten von Vögeln. Die Eichen- und Buchenalthölzer haben eine hervorragende Bedeutung für den Artenschutz als Brut- und Nistbäume bzw. als Wochenstuben für Fledermäuse.